# Maritimosoma turova
Maritimosoma turova är en mångfotingart som först beskrevs av Mikhaljova 1997.  Maritimosoma turova ingår i släktet Maritimosoma och familjen Diplomaragnidae. Inga underarter finns listade i Catalogue of Life.